# Marsilio Landriani (chimico)
Marsilio Landriani (Milano, 1º ottobre 1751 – Vienna, 13 marzo 1815) è stato un chimico italiano.

## Biografia
Esordì con l'opera destinata a renderlo celebre, le Ricerche fisiche intorno alla salubrità dell'aria, in cui descrisse un nuovo strumento, l'eudiometro. Quindi ricoprì la cattedra di fisica sperimentale nel ginnasio di Brera. Nel 1781 pubblicò il suo secondo libro, gli Opuscoli fisico-chimici, in cui contribuì ad aprire una nuova strada alla teoria dell'acidità.
Il 25 luglio 1783 divenne socio dell'Accademia delle scienze di Torino.
Fu in contatto con i più famosi scienziati dell'epoca, tra cui Benjamin Franklin. In particolare, fra il 1787 ed il 1788. Guyton de Morveau e Antoine-Laurent Lavoisier tentarono di convincere Landriani a convertirsi alla nuova chimica, ma lo scienziato lombardo non seppe mai decidersi ad abbandonare del tutto la "teoria del flogisto" per abbracciare quella dell'ossigeno. Dopo il 1790 si dedicò esclusivamente alle applicazioni chimiche dei fenomeni elettrici, e al perfezionamento di strumenti fisici e meteorologici. Durante la sua carriera conobbe una popolarità paragonabile soltanto a quella di Alessandro Volta e di Lazzaro Spallanzani.